# A Lover's Complaint

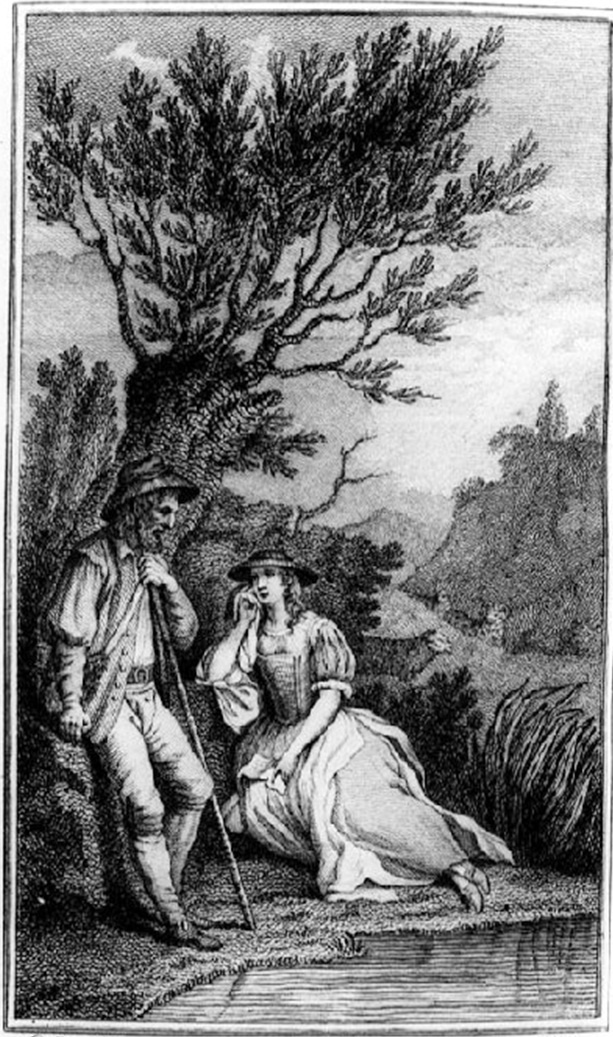
Illustratie van "A Lover's Complaint" uit John Bells editie van Shakespeares werk (1774)

A Lover's Complaint (Een Klacht van een Verliefde) is een verhalend gedicht, meestal toegeschreven aan William Shakespeare,  hoewel het auteurschap nog steeds onderwerp van discussie is. Het gedicht werd in 1609 opgenomen in de eerste complete uitgave van Shakespeares sonnetten, gepubliceerd door Thomas Thorpe.

## Eerste edities en auteurschap
Het gedicht werd door Thorpe aan het eind van Shake-speares sonnets opgenomen. Het is ook de enige tekst van dit werk waar we over beschikken. Het werd wel herdrukt en letterlijk overgenomen in John Bensons editie van 1640. Geleerden die ontkennen dat Shakespeare het schreef, wijzen erop dat Thorpes uitgave niet geautoriseerd was en dat hij daardoor als een gewetenloos uitgever dient te worden beschouwd. Een van hun andere argumenten is dat Shakespeares tijdgenoten dit gedicht blijkbaar niet kenden: er wordt nergens naar verwezen, terwijl in die periode dergelijke complaint poems over vrouwen sterk in zwang waren. Ook staan er in het gedicht 23 woorden, vooral latinismen, die Shakespeare nergens anders in zijn werk gebruikt. Niettemin wordt als gevolg van jarenlang intensief onderzoek A Lover's Complaint nu steeds meer aanvaard als een werk van Shakespeare en als deel uitmakend van de sonnettencyclus waarvan het auteurschap onbetwist is.

## Vorm en inhoud
Het gedicht bestaat uit zevenenveertig strofen van zeven regels, geschreven in het rhyme royal (koninklijk rijm) met het rijmschema ababbcc. Het metrum (versmaat) en de structuur van het gedicht zijn identiek aan die van Shakespeares gedicht The Rape of Lucrece. De manier waarop het jonge meisje spreekt is heel retorisch, en het gedicht zit vol soms vergezochte uitgesponnen metaforen met een vreemde logica ('conceits'). Het gedicht zelf is typisch voor de periode van koningin Elizabeth, met extravagante emoties en een beeldentaal die voor moderne lezers soms wat gezocht overkomt. Bijzonder is ook dat in het gedicht drie sprekers voorkomen: een vertellend "Ik", het meisje, en de oude man.
In het gedicht ziet de spreker een jonge vrouw huilend aan de rand van een rivier zitten. Ze gooit gescheurde brieven, ringen en andere liefdesaandenkens in het water. Een oude man vraagt naar de reden voor haar verdriet, en ze reageert door hem te vertellen over een voormalige minnaar die haar verleidde en haar ten slotte verliet. Ze besluit haar verhaal door toe te geven dat, mocht ze de keuze krijgen, ze opnieuw zou vallen voor de valse charmes van de jongeman:
Fragment van A Lover's Complaint:

"O, that infected moisture of his eye,

O, that false fire which in his cheek so glow'd,

O, that forc'd thunder from his heart did fly,

O, that sad breath his spongy lungs bestow'd,

O, all that borrowed motion seemingly ow'd,

Would yet again betray the fore-betray'd,

And new pervert a reconciled maid!"

O, die aanstekelijke vochtigheid van zijn ogen,

O, dat valse vuur dat in zijn wangen brandt,

O hoe die geforceerde donder uit zijn hart vlood,

O, die droeve zuchten die zijn longen schonken,

O, al wat hem bewoog leek zo waarachtig,

Het zou opnieuw bedriegen wie al bedrogen was,

En weer een meisje verzoenen en verleiden!

## Receptie
Het gedicht is in geen enkel opzicht een meesterwerk en wordt eerder beschouwd als een oefening in een populaire literaire vorm. Mogelijk is het zelfs onafgewerkt. "Het doet niets af aan de reputatie van Shakespeare", zegt Shakespearegeleerde Hallett Smith, "maar het voegt er ook niets aan toe."